# Reguła „słońce 16”

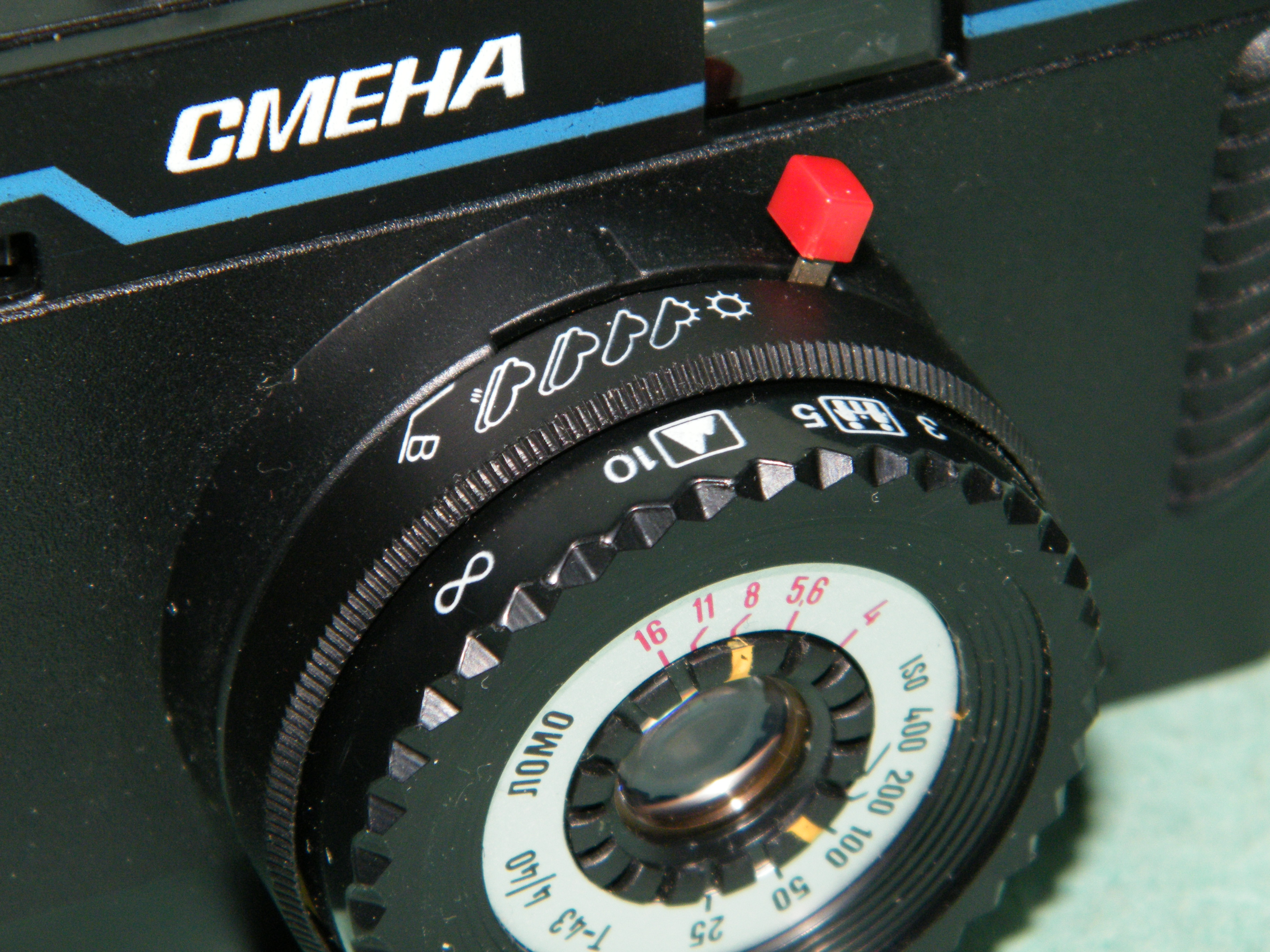
Symbole oświetlenia na podziałce migawki i czułość ISO na podziałce przysłony aparatu Smiena 35

Reguła „słońce 16”, reguła „słońce f/16” – metoda służąca w fotografii do szacowania prawidłowej ekspozycji w różnych warunkach oświetleniowych bez użycia światłomierza. Podstawowe sformułowanie reguły brzmi:
„W słoneczny dzień ustaw przysłonę na wartość f/16, a czas naświetlania na wartość równą odwrotności używanej czułości ISO”.
Przykłady stosowania reguły:
- w słoneczny dzień, używając filmu o czułości ISO 100 w aparacie należy ustawić przysłonę na f/16, a czas naświetlania na 1/100 s (lub na dostępną wartość możliwe najbliższą danemu czasowi, dla większości klasycznych aparatów będzie to 1/125 s);
- w słoneczny dzień, używając filmu o czułości ISO 200 w aparacie należy ustawić przysłonę na f/16, a czas naświetlania na 1/200 s (lub 1/250 s)
- w słoneczny dzień, używając filmu o czułości ISO 400 w aparacie należy ustawić przysłonę na f/16, a czas naświetlania na 1/400 s (lub 1/500 s)
- e.t.c.

Ustawienia przysłony i czasu można zmieniać, pamiętając o ich równoważeniu według zasady proporcjonalności wzrostu ekspozycji fotograficznej zawartej w tabeli ekspozycji, np. 1/125 sekundy przy przysłonie f/16 daje taką samą ekspozycję, co czas 1/250 przy f/11 oraz 1/500 przy f/8. 
Rozszerzenie reguły pozwala na ustawianie odpowiednich wartości naświetlania według poniższej tabeli także przy innych niż pełne słońce warunkach oświetleniowych.
| Przysłona | Warunki świetlne         | Cienie               |
| --------- | ------------------------ | -------------------- |
| f/16      | słonecznie               | wyraziste            |
| f/11      | niewielkie zachmurzenie  | delikatne            |
| f/8       | umiarkowane zachmurzenie | ledwo widoczne       |
| f/5,6     | ciemne chmury            | zupełnie niewidoczne |